# 保护儿童免遭反传统家庭价值观信息的影响法
俄罗斯联邦法律《保护儿童免遭反传统家庭价值观信息的影响法》，也被英文媒体称为 "同性恋宣传法"（gay propaganda law） 和 "反同性恋法律"（anti-gay law）, 是一项法案，该法案于2013年11月在国家杜马一致通过（伊利亚·波诺马廖夫是唯一一名弃权的议员），并在2013年11月30日由总统弗拉基米尔 普京签署成为法律。
俄罗斯政府宣称该法的目的是为了保护儿童免受同性恋信息的影响，让儿童不会误以为同性恋是一种正常现象，因为这种非正常性关系违背了传统家庭价值观。 这个法案修订了《国家儿童保护法》 和 《俄罗斯联邦行政处罚条例》，使得"向未成年人宣传非传统性关系"构成可以罚款的违法行为。 该法对“同性恋宣传”的定义是 “让人们对同性恋产生兴趣"的内容；诱导未成年人“形式非传统性倾向"的内容；或者"对社会平等价值观的歪曲"。根据该法规定，政府有权勒令违反此法的企业与非政府组织停业关门。而外国人如果被控违反此法，则可能被拘留15天或罚款5000卢布，然后被驱逐出境。
2022年12月，法案的适用范围进一步扩大到所有年龄段人士，禁止传播宣扬恋童癖，或让未成年人产生性别不安的材料。

## 批评
这条法律遭到了国际社会的强烈反对，尤其是在西方国家。 有批评人士指出法案中的语言，尤其是对“非传统性关系”和 “引发人们对同性恋的兴趣”的定义过于模糊，因此任何有关性取向和性别认同的信息，都有可能被政府认定为“非传统”内容而封杀，哪怕这些内容仅仅是科普。至于“保护未成年人” 这一词，也被认为很含糊，因为它并没有说清楚是不能跟未成年人谈论同性恋，还是说不能在有未成年人在场的时候谈论。
这条法律遭到了欧洲委员会（俄罗斯是其中成员），联合国儿童权利委员会和许多国际组织的谴责。时任联合国秘书长潘基文也间接地批评了这条法律。
许多LGBT权利活动人士认为，该法表面上是保护儿童，但其实在本质上是为了噤声LGBT平权运动。

## 其他国家效仿

### 乌干达
乌干达总统约韦里·穆塞韦尼于24日签署反同性恋法案。新法规定，任何支持同性恋行为或对同性恋行为知情不报的人，都将受到包括监禁在内的处罚。新法颁布后，多个西方国家立即冻结或减少了对乌干达的经济援助。
对此，乌干达政府发言人Ofwono Opondo在其“推特”上发布信息称，西方国家可以继续保持对乌干达签署反同性恋法案的反对态度，没有西方国家的援助，乌干达也可以发展。

### 吉尔吉斯斯坦
2014年，一则效仿俄罗斯反同性恋宣传禁令的法案在吉尔吉斯斯坦国会被提出。该举措遭到了众多国际组织，外国政府，联合国人权理事会和欧洲议会的广泛谴责。  该法案中规定的惩罚力度甚至比俄罗斯的原版还要严苛。